# Gena
Een gena (meerv. genae) is de 'wang' van de kop van een insect tussen de mandibelbasis en het samengesteld oog.

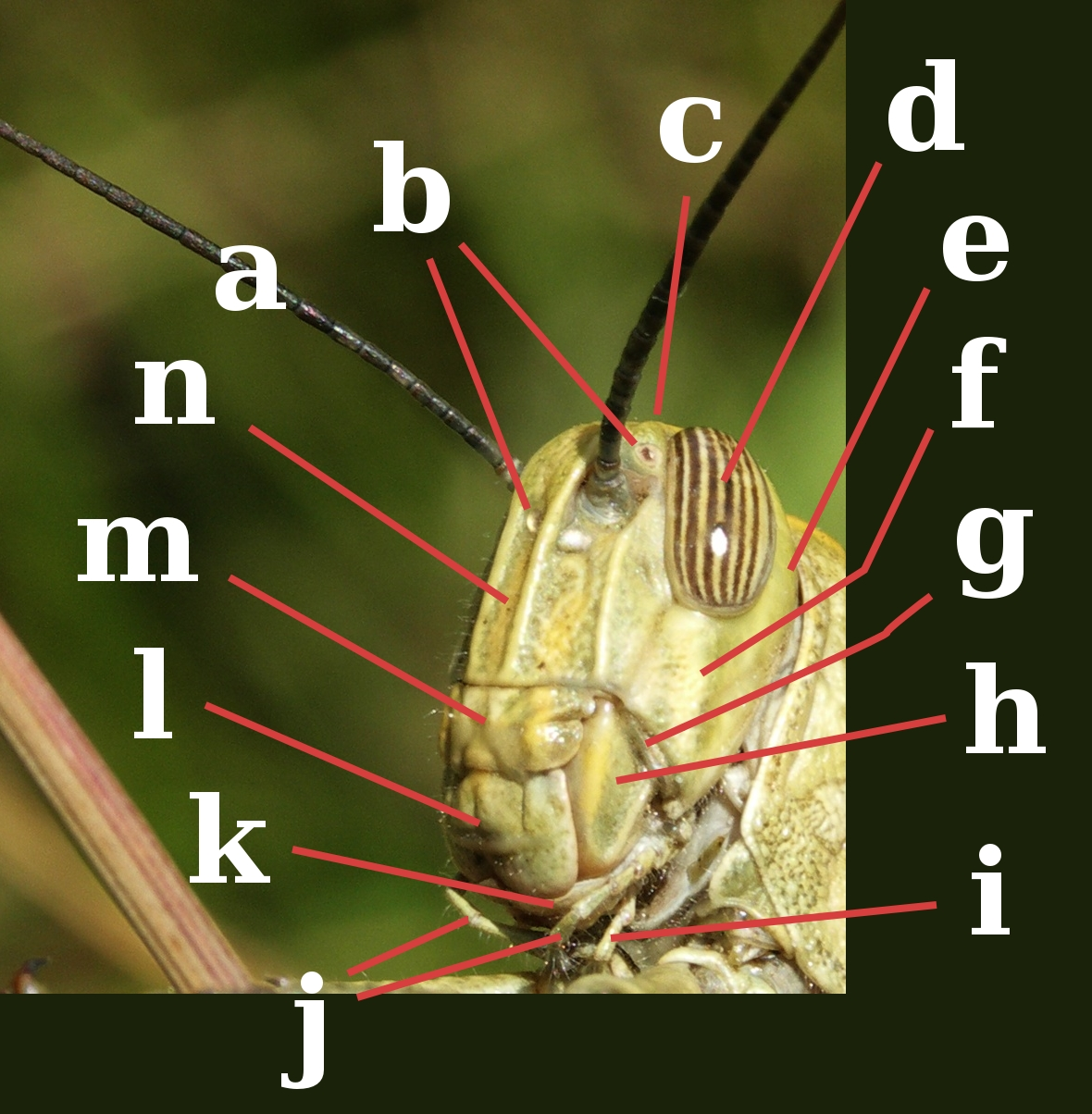
Kop van een veldsprinkhaan. a:antenne; b:ocelli; c:vertex; d:samengesteld oog; e:occiput (achterkant van de kop); f:gena; g:pleurostoma (deel van het subgenale gebied boven de mandibel); h:mandibel; i:labiale palp; j:maxillaire palpen; k:maxilla; l:labrum; m:clypeus; n:frons.
Voorkant van de kop